# Nils Frykberg
Nils Frykberg (Uppsala, 13 marzo 1888 – Gävle, 13 dicembre 1966) è stato un mezzofondista svedese.

## Palmarès
- Argento a Stoccolma 1912 nei 3000 metri piani a squadre.